# Апатеїзм
Апатеїзм, також відомий як прагматичний атеїзм, — риса світогляду, яка виявляється в «апатії» щодо релігійної віри. Апатеїсти розглядають питання про існування божества як таке, що не має для їхнього життя жодного значення.

Французький філософ-просвітитель вісімнадцятого століття Дені Дідро, будучи звинуваченим в атеїзмі, стверджував, що питання «існує Бог чи ні» його просто не цікавить. У відповіді Вольтерові він писав: 
| Ліві лапки | Вкрай важливо не плутати петрушку з болиголовом; але зовсім не важливо, вірити в Бога чи ні. | Праві лапки |

Послідовники практичного, або прагматичного атеїзму, також відомого як апатеїзм, живуть, не надаючи значення питанню наявності або відсутності богів, і пояснюють явища природи без допомоги потойбічних сил. При цьому існування богів не заперечується й не стверджується, але може бути визнане як необов'язкове або непотрібне. На думку апатеїстів, боги не надають життю сенсу і не впливають на повсякденне життя.